# 森末町
森末町（もりすえちょう）は、愛知県名古屋市中村区の地名。現行行政地名は森末町1丁目から森末町4丁目。住居表示未実施。

## 地理
名古屋市中村区北部に位置する。東は上ノ宮町、西は豊幡町、北は本陣通に接する。

## 歴史

### 地名の由来
日比津町の字上森末・下森末の名による。

### 沿革
- 1940年（昭和15年）5月18日 - 中村区日比津町字上森末・字上ノ宮・字下森末の各一部により、森末町1丁目が成立[1]。
- 1947年（昭和22年）5月20日 - 以下の通り、中村区日比津町の一部を編入[9]。
  - 森末町2丁目が、日比津町字上森末・字下森末の各一部により成立する[9]。
  - 森末町3丁目が、日比津町字下森末・字本陣東・字上尻江の各一部により成立[9]。
  - 森末町4丁目が、日比津町字本陣東・字本陣前・字上尻江・字南諏訪野・字待屋・字作之城の各一部により成立[9]。

## 世帯数と人口
2019年（平成31年）2月1日現在の世帯数と人口は以下の通りである。
| 町丁   | 世帯数  | 人口    |
| ------ | ------- | ------- |
| 森末町 | 726世帯 | 1,360人 |

### 人口の変遷
国勢調査による人口の推移
| 1950年（昭和25年） | 1,512人 | [ 10 ] |  |
| 1955年（昭和30年） | 1,860人 | [ 10 ] |  |
| 1960年（昭和35年） | 2,369人 | [ 11 ] |  |
| 1965年（昭和40年） | 2,638人 | [ 11 ] |  |
| 1970年（昭和45年） | 2,533人 | [ 12 ] |  |
| 1975年（昭和50年） | 2,395人 | [ 12 ] |  |
| 1980年（昭和55年） | 2,108人 | [ 13 ] |  |
| 1985年（昭和60年） | 1,956人 | [ 13 ] |  |
| 1990年（平成2年）  | 1,840人 | [ 14 ] |  |
| 1995年（平成7年）  | 1,680人 | [ 15 ] |  |
| 2000年（平成12年） | 1,548人 | [ 16 ] |  |
| 2005年（平成17年） | 1,475人 | [ 17 ] |  |
| 2010年（平成22年） | 1,433人 | [ 18 ] |  |
| 2015年（平成27年） | 1,441人 | [ 19 ] |  |

## 学区
市立小・中学校に通う場合、学校等は以下の通りとなる。また、公立高等学校に通う場合の学区は以下の通りとなる。
| 番・番地等 | 小学校               | 中学校                 | 高等学校 |
| ---------- | -------------------- | ---------------------- | -------- |
| 全域       | 名古屋市立豊臣小学校 | 名古屋市立日比津中学校 | 尾張学区 |

## 施設
- 名古屋市立豊臣小学校[8]

## その他

### 日本郵便
- 郵便番号 : 453-0052[4]（集配局：中村郵便局[22]）。